# Вартгаузен
Вартгаузен (нім. Warthausen) — громада в Німеччині, знаходиться в землі Баден-Вюртемберг. Підпорядковується адміністративному округу Тюбінген. Входить до складу району Біберах.
Площа — 26,00 км2. Населення становить 5297 ос. (станом на 31 грудня 2020).